# 263 p.n.e.
| [ Edytuj tabelę ] |                                                                        |
| Król Bitynii      | - 279 p.n.e. Nikomedes I 250 p.n.e.                                    |
| Władca Chin       | - 315 p.n.e. Nanwang 256 p.n.e.                                        |
| Król Cyreny       | - 276 p.n.e. Magas 250 p.n.e.                                          |
| Władca Egiptu     | - 285 p.n.e. Ptolemeusz II 246 p.n.e.                                  |
| Król Epiru        | - 272 p.n.e. Aleksander II 255 p.n.e.                                  |
| Król Magadhy      | - 273 p.n.e. Aśoka 232 p.n.e.                                          |
| Król Macedonii    | - 277 p.n.e. Antygon II Gonatas 239 p.n.e.                             |
| Władca Pergamonu  | - 281 p.n.e. Filetajros 262 p.n.e.                                     |
| Król Pontu        | - 266 p.n.e. Ariobarzanes 256 p.n.e.                                   |
| Władca Seleucydów | - 281 p.n.e. Antioch I Soter 261 p.n.e.                                |
| Król Sparty       | - 265 p.n.e. Akrotatos 262 p.n.e. - 275 p.n.e. Eudamidas II 244 p.n.e. |
| Tyran Syrakuz     | - 275 p.n.e. Hieron II 215 p.n.e.                                      |

Rok 263 p.n.e.
stulecia: IV wiek p.n.e. ~
III wiek p.n.e. ~
II wiek p.n.e.

lata: 273 p.n.e. «
267 p.n.e. «
266 p.n.e. «
265 p.n.e. «
264 p.n.e. «
263 p.n.e. »
262 p.n.e. »
261 p.n.e. »
260 p.n.e. »
259 p.n.e. »
253 p.n.e.

## Wydarzenia
- Hieron II władca Sycylii stał się zależny od Rzymu
- Eumenes I ogłosił niezależność Pergamonu, zrywając więzy zależności z Antiochem I

## Urodzili się
- Antygon III Doson, król macedoński z dynastii Antygonidów (zm. 221 p.n.e.)

## Zmarli
- Zenon z Kition, filozof grecki (data sporna lub przybliżona) (ur. ok. 335 p.n.e.)
- Filetajros Pergameński, założyciel królestwa pergameńskiego w Azji Mniejszej, protoplasta dynastii Attalidów (ur. ok. 343 p.n.e.)